# Chiesa di San Bernardino (Sinalunga)
La chiesa di San Bernardino è un importante luogo di culto cattolico di Sinalunga, in provincia di Siena, rientrante all'interno del territorio della diocesi di Montepulciano-Chiusi-Pienza; la chiesa, con l'annesso convento dell'Ordine dei Frati Minori, è situata poco fuori dall'abitato, sul Poggio Baldino, a circa 400 m s.l.m.

## Storia
Nel 1449 venne costruita, in località Poggio Baldino, per volere del giurista senese Mariano Sozzini, una chiesa dedicata a Maria Annunziata, con annesso convento, nel quale dimorò, intorno al 1460, il beato Pietro Fratangioli da Trequanda: fu lui a donare l'icona della Madonna del Rifugio, immagine attribuita a Sano di Pietro, per la quale venne costruita una cappella annessa al complesso nel 1532 dalla famiglia Orlandini.
La chiesa, successivamente dedicata a san Bernardino da Siena, venne radicalmente restaurata in stile barocco nel XVIII secolo, con la realizzazione del ricco apparato decorativo in stucco; nuovi restauri furono condotti nei secoli XIX e XX, con il rifacimento in stile neorinascimentale della cappella Orlandini e la costruzione di una nuova torre campanaria.

## Descrizione

### Arte e architettura

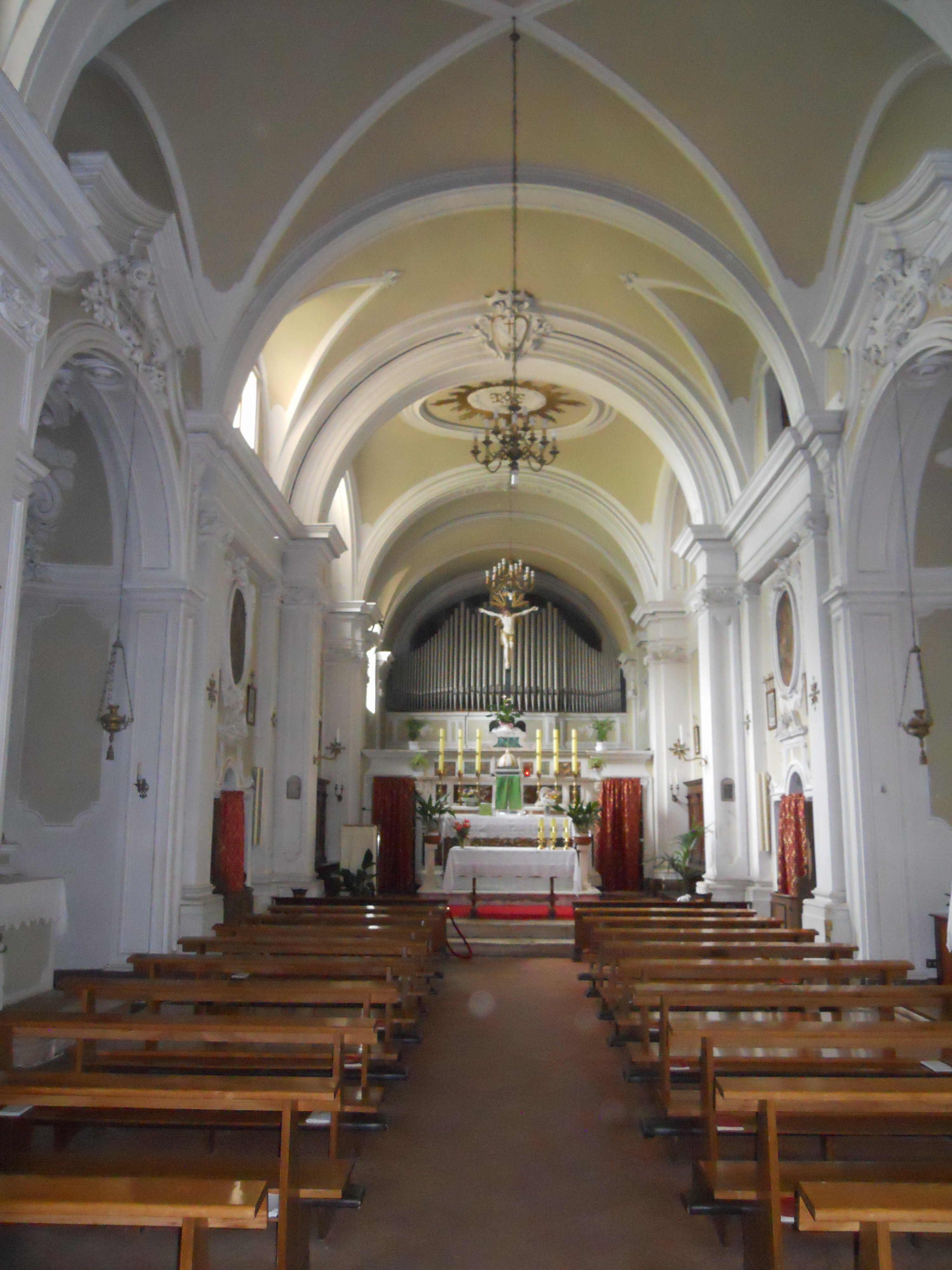
L'interno

L'esterno della chiesa è caratterizzato dalla facciata, in pietra, preceduta da un portico a tre arcate a tutto sesto (con ulteriori due archi ciechi per lato) poggianti su pilastri in mattoni a pianta ottagonale, con capitelli ionici in pietra serena. Nella parte superiore del prospetto si apre un oculo strombato, con vetrata policroma raffigurante il santo dedicatario della chiesa.
L'interno della chiesa, in stile barocco è a navata unica di cinque campate, delle quali la prima e la terza sono coperte con volta a crociera, la seconda e la quarta con volta a botte lunettata e la quinta con volta a vela. Vi sono tre cappelle laterali, ciascuna con una statua lignea policroma sopra l'altare raffigurante il dedicatario: la prima a destra è dedicata al Sacro Cuore di Gesù ed è l'unica a pianta rettangolare; in corrispondenza della seconda campata, vi sono due cappelle semicircolari, dedicate rispettivamente a San Francesco d'Assisi (a destra) e alla Madonna (a sinistra); in ciascuna delle pareti laterali delle due campate intermedie si apre un confessionale. La quinta campata corrisponde al presbiterio, rialzato di alcuni gradini, che ospita l'altare maggiore in marmi policromi, sormontato da un Crocifisso ligneo; nella retrostante abside, a pianta rettangolare, trova luogo il coro in legno intagliato.
Sulla cantoria posta a ridosso della parete di fondo dell'abside, in posizione soprastante il coro ligneo, si trova l'organo a canne, costruito nel 1927 dai Fratelli Aletti.

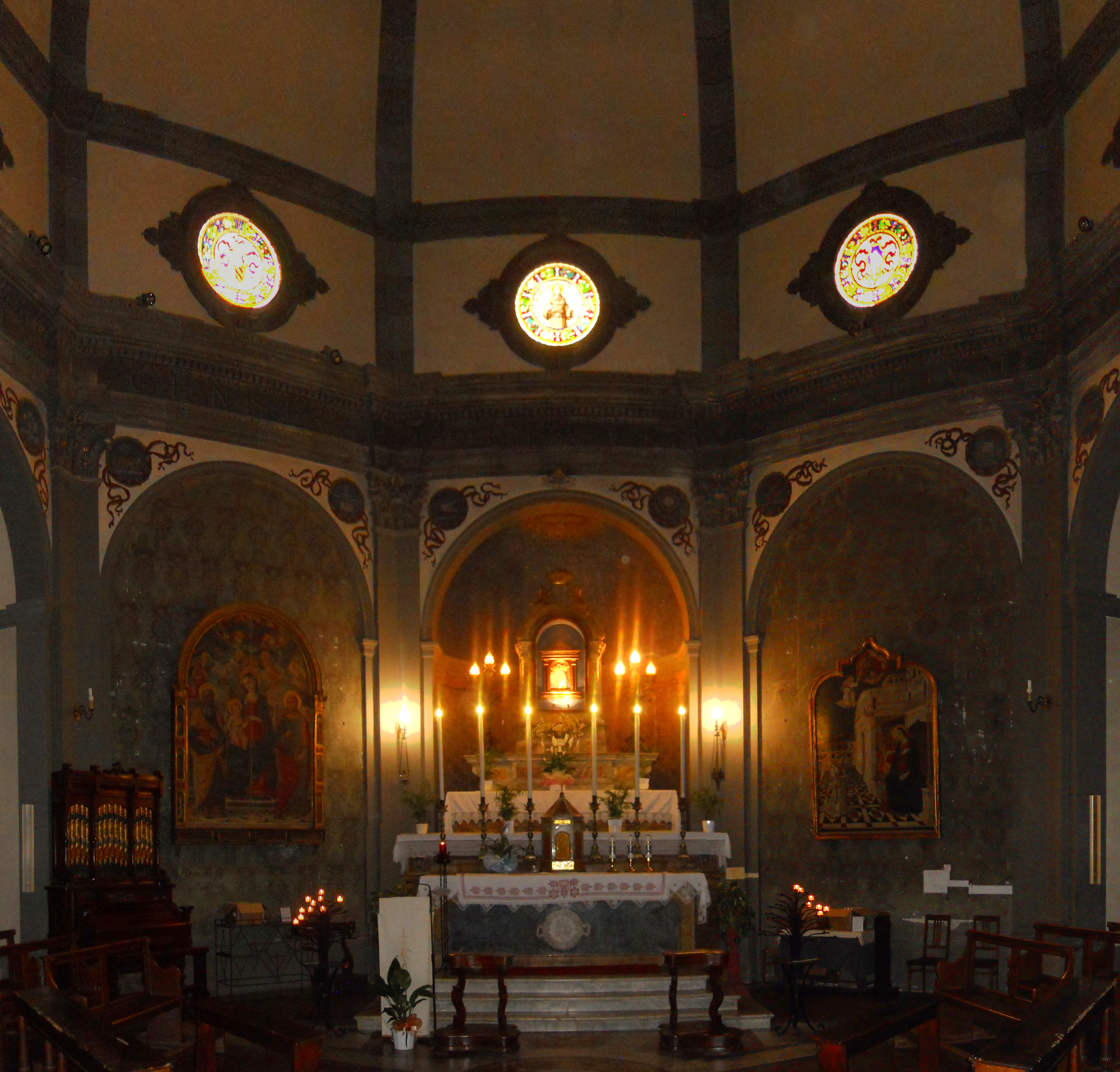
Cappella della Madonna del Rifugio

Dirimpetto alla cappella del Sacro Cuore, sulla parete sinistra della prima campata della navata si apre un arco che costituisce l'accesso alla cappella della Madonna del Rifugio, ricostruita in stile rinascimentale tra il 1854 e il 1858; l'ambiente, a pianta ottagonale, presenta, a ridosso della parete di fondo, l'altare marmoreo che ospita la venerata icona, attribuita a Sano di Pietro. Entro due nicchie, poste una di fronte all'altra, vi sono altrettanti altari laterali ottocenteschi, dedicati a San Bernardino da Siena (a sinistra) e a Sant'Antonio di Padova (a destra). L'ambiente è voltato con una cupola ottagonale priva di lanterna. Nella cappella sono custodite importanti opere d'arte, appese alle pareti laterali: l'Annunciazione di Benvenuto di Giovanni (1470), il Battesimo di Cristo di Guiduccio Cozzarelli (1483 circa), l'Incoronazione della Vergine col Bambino tra i Santi Simone e Taddeo dello stesso artista (1486) e il Cristo benedicente di Sano di Pietro.